# Setaria latifolia
Setaria latifolia är en gräsart som först beskrevs av Frank Lamson Scribner, och fick sitt nu gällande namn av R.A.W.Herrm. Setaria latifolia ingår i släktet kolvhirser, och familjen gräs. Inga underarter finns listade i Catalogue of Life.